# Autódromo Internacional Ayrton Senna (Londrina)
O Autódromo Internacional Ayrton Senna está localizado em Londrina, Paraná. O circuito faz parte de um complexo esportivo que conta com o Estádio do Café e um kartódromo. Teve seu nome modificado em Junho de 1994 para homenagear o piloto Ayrton Senna.

## História
Inaugurado no dia 21 de agosto de 1992, foi o terceiro autódromo internacional construído no Paraná, tendo sido realizado através de uma parceria com a Prefeitura Municipal de Londrina e a Petrobras Distribuidora.

## Competições
O autódromo atualmente sedia provas da: Fórmula 3, Fórmula Ford, Stock Car, motociclismo, arrancadas, Trofeo Maserati, Speed Fusca entre outras.

## Traçado e dados
Possui uma pista principal com 3.146 metros de extensão. Com capacidade para 35 mil pessoas.